# 交響曲の一覧
交響曲の一覧。
交響曲を作曲家別に五十音順に並べた一覧。
現時点では、記事になっている曲、他言語版や知名度からして将来的に記事化される可能性が高い曲などをリストにしている。
英語版やフランス語版では調性別に分類されている。
| あ | い | う | え | お |
| か | き | く | け | こ |
| さ | し | す | せ | そ |
| た | ち | つ | て | と |
| な | に | ぬ | ね | の |

| は | ひ | ふ | へ   | ほ   |
| ま | み | む | め   | も   |
| や |    | ゆ |      | よ   |
| ら | り | る | れ   | ろ   |
| わ | を | ん | 関連 | 関連 |

## 曖昧さ回避
- 交響曲イ短調
- 交響曲イ長調
- 交響曲ト短調
- 交響曲ト長調
- 交響曲ニ短調
- 交響曲ニ長調
- 交響曲ハ短調
- 交響曲ハ長調
- 交響曲ヘ短調
- 交響曲ヘ長調
- 交響曲ホ短調
- 交響曲ホ長調
- 交響曲ロ短調
- 交響曲ロ長調
- 交響曲嬰ハ短調
- 交響曲嬰ヘ短調
- 交響曲嬰ヘ長調
- 交響曲変イ長調
- 交響曲変ホ短調
- 交響曲変ホ長調
- 交響曲変ロ短調
- 交響曲変ロ長調
- 交響曲第1番
- 交響曲第2番
- 交響曲第3番
- 交響曲第4番
- 交響曲第5番
- 交響曲第6番
- 交響曲第7番
- 交響曲第8番
- 交響曲第9番
- 交響曲第10番
- 交響曲第11番
- 交響曲第12番
- 交響曲第13番
- 交響曲第14番
- 交響曲第15番
- 交響曲第19番
- 交響曲第20番
- 交響曲第27番
- 交響曲第32番
- 交響曲第38番
- 弦楽のための交響曲
- 小交響曲
- シンフォニエッタ
- 田園交響曲
- パリ交響曲
- 悲劇的
- ロンドン交響曲

## あ行

### あ
- 交響曲第1番 (アイヴズ)
- 交響曲第2番 (アイヴズ)
- 交響曲第3番 (アイヴズ) 「キャンプ・ミーティング」
- 交響曲第4番 (アイヴズ)
- ホリデイ・シンフォニー (アイヴズ)
- ユニヴァース交響曲 (アイヴズ)［未完］
- フィラデルフィア交響曲 (アイネム)
- 歌の交響曲 (ジェイコブ・アヴシャロモフ)
- オレゴン交響曲 (ジェイコブ・アヴシャロモフ)
- 交響曲第1番 (芥川也寸志)
- エローラ交響曲 (芥川也寸志)
- 原爆博士 (アダムス)
- 交響曲第1番 (アッテルベリ) → クット・アッテルベリ#交響曲
- 交響曲第2番 (アッテルベリ) → クット・アッテルベリ#交響曲
- 交響曲第3番 (アッテルベリ) → クット・アッテルベリ#交響曲
- 交響曲第4番 (アッテルベリ) 「スウェーデン民謡の主題による小交響曲」
- 交響曲第5番 (アッテルベリ) → クット・アッテルベリ#交響曲 「葬送」
- 交響曲第6番 (アッテルベリ)「ドル」
- 交響曲第7番 (アッテルベリ) → クット・アッテルベリ#交響曲 「ロマンティック」
- 交響曲第8番 (アッテルベリ) → クット・アッテルベリ#交響曲
- 交響曲第9番 (アッテルベリ) → クット・アッテルベリ#交響曲 「幻想的」
- 交響曲第1番 (アッペルモント)
- 室内交響曲 (アデス)
- 交響曲第1番 (アーネル)
- 交響曲第2番 (アーネル)
- 交響曲第3番 (アーネル)
- 交響曲第4番 (アーネル)
- 交響曲第5番 (アーネル)
- 交響曲第6番 (アーネル)
- 交響曲第1番 (アーノルド)
- 交響曲第2番 (アーノルド)
- 交響曲第3番 (アーノルド)
- 交響曲第4番 (アーノルド)
- 交響曲第5番 (アーノルド)
- 交響曲第6番 (アーノルド)
- 交響曲第7番 (アーノルド)
- 交響曲第8番 (アーノルド)
- 交響曲第9番 (アーノルド)
- 交響曲第1番 (安部幸明)
- 交響曲第1番 (アホ)
- 交響曲第2番 (アホ)
- 交響曲第3番 (アホ)
- 交響曲第4番 (アホ)
- 交響曲第5番 (アホ)
- 交響曲第7番 (アホ)
- 交響曲第8番 (アホ)
- 交響曲第9番 (アホ)
- 交響曲第11番 (アホ)
- 交響曲第12番 (アホ)
- 交響曲第14番 (アホ)
- 交響曲第5番 (アラポフ)
- 交響曲第1番 (アルヴェーン)
- 交響曲第2番 (アルヴェーン)
- 交響曲第3番 (アルヴェーン)
- 交響曲第4番 (アルヴェーン)
- 交響曲第5番 (アルヴェーン)
- 交響曲第1番 (アルバート)
- 交響曲第2番 (アレクサンデション)
- 交響曲第1番 (アレンスキー)
- おもちゃの交響曲 (アンゲラー)
- 交響曲第4番 (アンタイル)
- 交響曲 (アンダーソン)
- 交響曲第1番 (ヘンドリク・アンドリーセン)
- 交響曲第2番 (ヘンドリク・アンドリーセン)
- 交響曲第4番 (ヘンドリク・アンドリーセン)
- 交響曲第3番 (ヘンドリク・アンドリーセン)
- 交響曲第4番 (ユリアーン・アンドリーセン)
- 河 (ユリアーン・アンドリーセン)

### い
- 交響曲第9番 (池辺晋一郎)
- 日本旋法を基調とした交響曲 (市川都志春)
- シンフォニア・タプカーラ (伊福部昭)
- 交響曲第3番 (インス) 「ウィーンの包囲」

### う
- 交響曲第1番 (ヴァイル)
- 交響曲第2番 (ヴァイル)
- 交響曲第1番 (ヴァイン)
- 交響曲第2番 (ヴァイン)
- 交響曲第3番 (ヴァイン)
- 交響曲第4番 (ヴァイン)
- 交響曲第5番 (ヴァイン)
- 交響曲第6番 (ヴァイン)
- 交響曲第4番 (ヴァインベルク)
- 交響曲第6番 (ヴァインベルク)
- 交響曲第10番 (ヴァインベルク)
- 交響曲第3番 (ヴァスクス)
- シンフォニア・フンガリカ (ヴァン・デル・ロースト)
- 交響曲第3番 (ヴィドール)
- 交響曲第1番 (ヴィラ＝ロボス) 「知られざるもの」
- 交響曲第2番 (ヴィラ＝ロボス) 「昇天」
- 交響曲第3番 (ヴィラ＝ロボス) 「戦争」
- 交響曲第4番 (ヴィラ＝ロボス) 「勝利」
- 交響曲第5番 (ヴィラ＝ロボス) 「平和」（散逸）
- 交響曲第6番 (ヴィラ＝ロボス) 「ブラジルの山の稜線」
- 交響曲第7番 (ヴィラ＝ロボス) 「平和のオデッセイ」
- 交響曲第8番 (ヴィラ＝ロボス)
- 交響曲第9番 (ヴィラ＝ロボス)
- 交響曲第10番 (ヴィラ＝ロボス) 「アメリンディア」
- 交響曲第11番 (ヴィラ＝ロボス)
- 交響曲第12番 (ヴィラ＝ロボス)
- 交響曲第1番 (ウィリアムソン)
- 交響曲第4番 (ウィリアムソン)
- 交響曲第7番 (ウィリアムソン)
- 交響曲第4番 (ヴィレーン)
- 交響曲第1番 (ウェーバー)
- 交響曲第2番 (ウェーバー)
- 交響曲 (ヴェーベルン)
- 交響曲 (ヴォジーシェク)
- 交響曲第4番 (ウォード)
- 交響曲第1番 (ウォルトン)
- 交響曲第2番 (ウォルトン)
- 海の交響曲 (ヴォーン・ウィリアムズ) （交響曲第1番）
- ロンドン交響曲 (ヴォーン・ウィリアムズ) （交響曲第2番）
- 田園交響曲 (ヴォーン・ウィリアムズ) （交響曲第3番）
- 交響曲第4番 (ヴォーン・ウィリアムズ)
- 交響曲第5番 (ヴォーン・ウィリアムズ)
- 交響曲第6番 (ヴォーン・ウィリアムズ)
- 南極交響曲 (ヴォーン・ウィリアムズ) （交響曲第7番）
- 交響曲第8番 (ヴォーン・ウィリアムズ)
- 交響曲第9番 (ヴォーン・ウィリアムズ)
- 交響曲第2番 (ウストヴォーリスカヤ)
- 交響曲第3番 (ウストヴォーリスカヤ)
- 交響曲第4番 (ウストヴォーリスカヤ)

### え
- 交響曲第4番 (エッゲ)
- 交響曲第1番 (エドワーズ)
- 交響曲第4番 (エドワーズ)
- 交響曲第1番 (エネスク)
- 交響曲第5番 (エネスク) （未完）
- 交響曲第1番 (エルガー)
- 交響曲第2番 (エルガー)
- 交響曲第3番 (エルガー) （未完）

### お
- 交響曲第2番 (大澤壽人)
- 交響曲第3番 (大澤壽人)
- 交響曲第1番 (尾高尚忠)
- 交響曲第1番 (オネゲル)
- 交響曲第2番 (オネゲル)
- 交響曲第3番 (オネゲル) 「典礼風」
- 交響曲第4番 (オネゲル) 「バーゼルの喜び」
- 交響曲第5番 (オネゲル) 「三つのレ」
- 交響曲第4番 (オルウィン)
- 交響曲第4番 (オールドバーグ)

## か行

### か
- 交響曲第4番 (カー)
- 交響曲第1番 (カイサ)
- 交響曲第2番 (カイサ)
- 交響曲第3番 (カイサ)
- 交響曲第4番 (カイサ)
- 交響曲第1番 (カイパイネン)
- 交響曲第2番 (カイパイネン)
- 交響曲第3番 (カイパイネン)
- 交響曲第5番 (カザンジェフ) 「永遠の光」
- 交響曲第1番 (カーター)
- 波の交響曲 (カーニス)
- 交響曲第1番 (カバレフスキー)
- 交響曲第2番 (カバレフスキー)
- 交響曲第3番 (カバレフスキー) 「レクイエム（レーニンへのレクイエム）」
- 交響曲第4番 (カバレフスキー)
- ロケット交響曲 (ガフ)
- 交響曲第8番 (カベラーチ)
- 交響曲第3番 (カラーエフ)
- 交響曲第1番 (カリンニコフ)
- 交響曲第2番 (カリンニコフ)
- 交響曲第4番 (カンチェリ) 「ミケランジェロの思い出に」

### き
- 交響曲「仏陀」 (貴志康一)
- 交響曲第1番 (ギリス)
- 交響曲第2番 (ギリス)
- 交響曲第3番 (ギリス)
- 交響曲第5 1/2番 (ギリス)
- 交響曲第10番 (ギリス)

### く
- 交響曲第12番 (ククリン)
- 交響曲第3番 (クック)
- 小交響曲 (グノー)
- 声…沈黙… (グバイドゥーリナ)
- 交響曲第1番 (グラス)
- 交響曲第2番 (グラス)
- 交響曲第3番 (グラス)
- 交響曲第4番 (グラス)
- 交響曲第5番 (グラス)
- 交響曲第6番 (グラス)
- 交響曲第7番 (グラス)
- 交響曲第8番 (グラス)
- 交響曲第9番 (グラス)
- 交響曲第1番 (グラズノフ)
- 交響曲第2番 (グラズノフ)
- 交響曲第3番 (グラズノフ)
- 交響曲第4番 (グラズノフ)
- 交響曲第5番 (グラズノフ)
- 交響曲第6番 (グラズノフ)
- 交響曲第7番 (グラズノフ) 「田園」
- 交響曲第8番 (グラズノフ)
- 交響曲第9番 (グラズノフ) （未完）
- 交響曲第1番 (クラミ)
- 交響曲第2番 (クラミ)
- こどもの交響曲 (クラミ)
- 交響曲第1番 (グラム)
- 交響曲第2番 (グラム)
- 交響曲第3番 (グラム)
- 交響曲第3番 (グリエール) 「イリヤ・ムーロメッツ」
- 交響曲 (グリーグ)
- ピレネー交響曲 (グリーディ)
- 交響曲第4番 (クルークハルト)
- 交響曲第2番 (クルシェネク)
- 交響曲第4番 (モートン・グールド) （「ウェスト・ポイント交響曲」）
- 交響曲第4番 (クレストン)
- 交響曲第4番 (グレチャニノフ)
- 交響曲第1番（グレツキ） 「1959年」
- 交響曲第2番 (グレツキ) 「コペルニクス党」
- 交響曲第3番 (グレツキ) 「悲しみの歌の交響曲」
- 交響曲第4番 (グレツキ)

### け
- 交響曲第1番 (ゲーゼ)
- 交響曲第4番 (ゲーブ)
- 小交響曲 (ゲール)
- 交響曲 (ケルビーニ)
- 交響曲第4番 (ゲルンスハイム)

### こ
- 交響曲第3番 (コーウェン)
- 交響曲第6番 (コーウェン)
- 17声部の交響曲 (ゴセック)
- 交響曲 (コダーイ)
- 交響曲第15番 (コーツ)
- 交響曲第3番 (コッコネン)
- 交響曲第1番 (ゴットシャルク)
- 交響曲第4番 (コッペル)
- 耀かしい交響曲 (ゴトコフスキー)
- 吹奏楽のための交響曲 (ゴトコフスキー)
- 春の交響曲 (ゴトコフスキー)
- 交響曲第2番 (コハン)
- 交響曲第5番 (コハン)
- 交響曲第6番 (コハン)
- オルガンと管弦楽のための交響曲 (コープランド)
- 舞踊交響曲 (コープランド)
- 短い交響曲 (交響曲第2番) (コープランド)
- 交響曲第3番 (コープランド)
- 交響曲第1番 (コリリアーノ)
- 交響曲第2番 (コリリアーノ)
- 交響曲第3番 (コリリアーノ) 「キルクス・マクシムス」
- 田舎の婚礼の交響曲 (ゴルトマルク)
- 交響曲 (コルンゴルト)
- 交響曲第7番 (コーン)

## さ行

### さ
- 交響曲第1番 (サッリネン)
- 交響曲第2番 (サッリネン)
- 交響曲第3番 (サッリネン)
- 交響曲第4番 (サッリネン)
- 交響曲第5番 (サッリネン)
- 交響曲第6番 (サッリネン)
- 交響曲第8番 (サッリネン)
- 交響曲第1番 (佐村河内守) 「HIROSHIMA」
- 交響曲 (サリヴァン) 「アイルランド交響曲」
- 交響曲イ長調 (サン＝サーンス)
- 交響曲ヘ長調 (サン＝サーンス)
- 交響曲第1番 (サン＝サーンス)
- 交響曲第2番 (サン＝サーンス)
- 交響曲第3番 (サン＝サーンス) 「オルガン付き」

### し
- 交響曲第1番 (ジェイガー)（吹奏楽のための交響曲）
- 交響曲第2番 (ジェイガー) 「三法印」
- 交響曲第1番 (ジェイコブ)
- 交響曲第2番 (ジェイコブ)
- 室内交響曲第1番 (シェーンベルク)
- 室内交響曲第2番 (シェーンベルク)
- 交響曲第2番 (シーズン)
- 交響曲第3番 (シーズン) 「地球、水、火」
- 交響曲第5番 (シチェルバチョフ)
- ゆく河の流れは絶えずして (柴田南雄)
- 交響曲第1番 (シベリウス)
- 交響曲第2番 (シベリウス)
- 交響曲第3番 (シベリウス)
- 交響曲第4番 (シベリウス)
- 交響曲第5番 (シベリウス)
- 交響曲第6番 (シベリウス)
- 交響曲第7番 (シベリウス)
- 交響曲第8番 (シベリウス)
- クレルヴォ交響曲 (シベリウス)
- 交響曲第1番 (シマノフスキ)
- 交響曲第2番 (シマノフスキ)
- 交響曲第3番 (シマノフスキ)
- 交響曲第4番 (シマノフスキ)
- 交響曲第1番 (ジャーマン)
- 交響曲第2番 (ジャーマン)
- 交響曲第3番 (ジャンニーニ)
- 交響曲第1番 (リヒャルト・シュトラウス)
- 交響曲第2番 (リヒャルト・シュトラウス)
- アルプス交響曲 (リヒャルト・シュトラウス)
- 家庭交響曲 (リヒャルト・シュトラウス)
- 交響曲第0番 (シュニトケ)
- 交響曲第1番 (シュニトケ)
- 交響曲第2番 (シュニトケ)
- 交響曲第3番 (シュニトケ)
- 交響曲第4番 (シュニトケ)
- 交響曲第5番 (シュニトケ)
- 交響曲第6番 (シュニトケ)
- 交響曲第7番 (シュニトケ)
- 交響曲第8番 (シュニトケ)
- 交響曲第9番 (シュニトケ)
- 交響曲第1番 (シューベルト)
- 交響曲第2番 (シューベルト)
- 交響曲第3番 (シューベルト)
- 交響曲第4番 (シューベルト) 「悲劇的」
- 交響曲第5番 (シューベルト)
- 交響曲第6番 (シューベルト)
- 交響曲第7番 (シューベルト) （未完成）
- 交響曲第8番 (シューベルト) 「グレート」
- 交響曲ホ長調 (シューベルト)（未完）
- 交響曲第1番 (シュポーア)
- 交響曲第2番 (シュポーア)
- 交響曲第3番 (シュポーア)
- 交響曲第4番 (シュポーア)
- 交響曲第5番 (シュポーア)
- 交響曲第6番 (シュポーア)
- 交響曲第7番 (シュポーア)
- 交響曲第8番 (シュポーア)
- 交響曲第9番 (シュポーア)
- 交響曲第1番 (ウィリアム・シューマン)
- 交響曲第2番 (ウィリアム・シューマン)
- 交響曲第3番 (ウィリアム・シューマン)
- 交響曲第4番 (ウィリアム・シューマン)
- 弦楽のための交響曲 (ウィリアム・シューマン) （交響曲第5番）
- 交響曲第7番 (ウィリアム・シューマン)
- 交響曲第8番 (ウィリアム・シューマン)
- 交響曲第9番 (ウィリアム・シューマン)
- 交響曲第10番 (ウィリアム・シューマン)
- 交響曲第1番 (シューマン) 「春」
- 交響曲第2番 (シューマン)
- 交響曲第3番 (シューマン) 「ライン」
- 交響曲第4番 (シューマン)
- ツヴィッカウ交響曲 (シューマン)
- 交響曲第1番 (フランツ・シュミット)
- 交響曲第2番 (フランツ・シュミット)
- 交響曲第3番 (フランツ・シュミット)
- 交響曲第4番 (フランツ・シュミット)
- 交響曲第2番 (シュルホフ)
- 室内交響曲 (シュレーカー)
- 交響曲第1番 (ショスタコーヴィチ)
- 交響曲第2番 (ショスタコーヴィチ) 「10月革命に捧ぐ」
- 交響曲第3番 (ショスタコーヴィチ) 「メーデー」
- 交響曲第4番 (ショスタコーヴィチ)
- 交響曲第5番 (ショスタコーヴィチ)
- 交響曲第6番 (ショスタコーヴィチ)
- 交響曲第7番 (ショスタコーヴィチ) 「レニングラード」
- 交響曲第8番 (ショスタコーヴィチ)
- 交響曲第9番 (ショスタコーヴィチ)
- 交響曲第10番 (ショスタコーヴィチ)
- 交響曲第11番 (ショスタコーヴィチ) 「1905年」
- 交響曲第12番 (ショスタコーヴィチ) 「1917年」
- 交響曲第13番 (ショスタコーヴィチ) 「バビヤール」
- 交響曲第14番 (ショスタコーヴィチ) 「死者の歌」
- 交響曲第15番 (ショスタコーヴィチ)
- 交響曲 (ショーソン)
- 交響曲第2番 (シルヴェストロフ)
- 交響曲第6番 (シルヴェストロフ)
- 交響曲第4番 (シンディング)
- 交響曲第1番 (シンプソン)
- 交響曲第2番 (シンプソン)
- 交響曲第3番 (シンプソン)
- 交響曲第4番 (シンプソン)
- 交響曲第5番 (シンプソン)
- 交響曲第6番 (シンプソン)
- 交響曲第7番 (シンプソン)
- 交響曲第8番 (シンプソン)
- 交響曲第9番 (シンプソン)
- 交響曲第10番 (シンプソン)
- 交響曲第11番 (シンプソン)

### す
- アスラエル交響曲 (スク)
- 交響曲第1番 (スクリャービン) 「芸術的な詩」
- 交響曲第2番 (スクリャービン) 「悪魔的な詩」
- 交響曲第3番 (スクリャービン) 「神聖なる詩」
- 交響曲第4番 (スクリャービン) 「法悦の詩」
- 交響曲第5番 (スクリャービン) 「プロメテウス（火の詩）」
- 交響曲第1番 (スコット)
- 交響曲第3番 (スタウト)
- 交響曲第4番 (スタウト)
- 交響曲第1番 (スタンフォード)
- 交響曲第2番 (スタンフォード)
- 交響曲第3番 (スタンフォード) 「アイリッシュ」
- 交響曲第4番 (スタンフォード)
- 交響曲第5番 (スタンフォード)
- 交響曲第6番 (スタンフォード)
- 交響曲第7番 (スタンフォード)
- 交響曲第1番 (スティル) 「アフロ＝アメリカン」
- 交響曲第4番 (スティル)
- 交響曲第5番 (スティル)
- 交響曲第2番 (ステーンハンマル)
- 交響曲第1番 (ストラヴィンスキー)
- 交響曲ハ調 (ストラヴィンスキー)
- 3楽章の交響曲 (ストラヴィンスキー)
- 詩篇交響曲 (ストラヴィンスキー)
- ピッツバーグ交響曲 (スパーク)
- 交響曲第1番 (スミス)

### せ
- 交響曲第4番 (セーゲルスタム)
- 交響曲第81番 (セーゲルスタム)
- 交響曲第162番 (セーゲルスタム)
- 交響曲第181番 (セーゲルスタム)
- 交響曲第1番 (セッションズ)
- 交響曲第2番 (セッションズ)
- 交響曲第3番 (セッションズ)
- 交響曲第4番 (セッションズ)
- 交響曲第5番 (セッションズ)
- 交響曲第6番 (セッションズ)
- 交響曲第7番 (セッションズ)
- 交響曲第8番 (セッションズ)
- 交響曲第2番 (セレブリエール)

### そ
- 交響曲第3番 (ソラブジ) 「ジャーミー」

## た行

### た
- 交響曲 (ダイソン)
- 交響曲第1番 (タネーエフ)
- 交響曲第2番 (タネーエフ)
- 交響曲第3番 (タネーエフ)
- 交響曲第4番 (タネーエフ)
- 交響曲第1番 (團伊玖磨)
- 交響曲第2番 (團伊玖磨)
- 交響曲第3番 (團伊玖磨)
- 交響曲第4番 (團伊玖磨)
- 交響曲第5番 (團伊玖磨)
- 交響曲第6番 (團伊玖磨) 「HIROSHIMA」
- 交響曲第7番 (團伊玖磨) （未完）
- フランスの山人の歌による交響曲 (ダンディ)
- 交響曲 (ダンヒル)

### ち
- 交響曲第1番 (アレクサンドル・チェレプニン)
- 交響曲第2番 (チゾーム)
- 交響曲第1番 (チャイコフスキー) 「冬の日の幻想」
- 交響曲第2番 (チャイコフスキー) 「小ロシア」
- 交響曲第3番 (チャイコフスキー) 「ポーランド」
- 交響曲第4番 (チャイコフスキー)
- 交響曲第5番 (チャイコフスキー)
- 交響曲第6番 (チャイコフスキー) 「悲愴」
- 交響曲第7番 (チャイコフスキー) （未完）
- マンフレッド交響曲 (チャイコフスキー)
- 交響曲第1番 (ボリス・チャイコフスキー)
- 交響曲第2番 (ボリス・チャイコフスキー)
- 交響曲第3番 (ボリス・チャイコフスキー)
- 交響曲第4番 (ボリス・チャイコフスキー)
- 交響曲第1番 (チャベス) 「アンティゴナ」
- 交響曲第2番 (チャベス) 「インディオ」
- 交響曲第4番 (チャベス) 「ロマンティック」
- 交響曲第5番 (チャベス)
- 交響曲第6番 (チャベス)

### つ
- 交響曲第1番 (ツァーグ) 「魂の残りの部分」http://www.wimzwaag.nl/pagetype.1.productlist.page.php?s211p4i27
- 交響曲第4番 (ツウィリッヒ)
- 交響曲第1番 (ツェムリンスキー)
- 交響曲第2番 (ツェムリンスキー)
- 抒情交響曲 (ツェムリンスキー)

### て
- 交響曲第1番 (デイヴィス)
- 交響曲第2番 (デイヴィス)
- 交響曲第3番 (デイヴィス)
- 交響曲第4番 (デイヴィス)
- 交響曲第5番 (デイヴィス)
- 交響曲第6番 (デイヴィス)
- 交響曲第7番 (デイヴィス)
- 交響曲第8番 (デイヴィス)
- 交響曲第9番 (デイヴィス)
- 交響曲第10番 (デイヴィス)
- 交響曲第2番 (ティケリ)
- 交響曲第4番 (ティシチェンコ)
- 交響曲第6番 (ティシチェンコ)
- ダンテ交響曲第1番 (ティシチェンコ)
- ダンテ交響曲第2番 (ティシチェンコ)
- ダンテ交響曲第3番 (ティシチェンコ)
- 交響曲第1番 (ティペット)
- 交響曲第2番 (ティペット)
- 交響曲第3番 (ティペット)
- 交響曲第4番 (ティペット)
- 交響曲第3番 (テイラー)
- 交響曲第1番 (デ・メイ) 「指輪物語」
- 交響曲第2番 (デ・メイ) 「ビッグ・アップル」
- 交響曲第3番 (デ・メイ) 「プラネット・アース」
- 交響曲 (デュカス)
- 交響曲第1番 (デュティユー)
- 交響曲第2番 (デュティユー)
- 交響曲第3番 (テルテリャーン)
- 交響曲第4番 (テルテリャーン)
- 交響曲第5番 (テルテリャーン)

### と
- 交響曲第1番 (ドヴォルザーク) 「ズロニッツの鐘」
- 交響曲第2番 (ドヴォルザーク)
- 交響曲第3番 (ドヴォルザーク)
- 交響曲第4番 (ドヴォルザーク)
- 交響曲第5番 (ドヴォルザーク)
- 交響曲第6番 (ドヴォルザーク)
- 交響曲第7番 (ドヴォルザーク)
- 交響曲第8番 (ドヴォルザーク) （イギリス）
- 交響曲第9番 (ドヴォルザーク) 「新世界より」
- 交響曲第1番 (トゥビン)
- 交響曲第2番 (トゥビン) 「伝説的」
- 交響曲第3番 (トゥビン)
- 交響曲第4番 (トゥビン) 「叙情」
- 交響曲第5番 (トゥビン)
- 交響曲第6番 (トゥビン)
- 交響曲第7番 (トゥビン)
- 交響曲第8番 (トゥビン)
- 交響曲第9番 (トゥビン)
- 交響曲第10番 (トゥビン)
- セビーリャ交響曲 (トゥリーナ)
- 交響曲第4番 (トゥール)
- 交響曲第2番 (トゥルヌミール)
- 交響曲第4番 (トゥルヌミール)
- 交響曲第6番 (トゥルヌミール)
- 交響曲第7番 (トゥルヌミール) 「生命の舞曲」
- 交響曲第2番 (ドホナーニ)
- イーハトーヴ交響曲(冨田勲)
- 交響曲第2番 (ドラティ) 「平和の訴え」
- 交響曲第1番 (ドレーゼケ)
- 交響曲第2番 (ドレーゼケ)
- 交響曲第3番 (ドレーゼケ)
- 交響曲第4番 (ドレーゼケ)

## な行

### に
- 交響曲第4番 (ニューストレム)
- 交響曲第1番 (ニールセン)
- 交響曲第2番 (ニールセン) 「4つの気質」
- 交響曲第3番 (ニールセン) 「広がり」
- 交響曲第4番 (ニールセン) 「不滅」
- 交響曲第5番 (ニールセン)
- 交響曲第6番 (ニールセン) 「シンプル」

### の
- 交響曲第1番 (ノアゴー)
- 交響曲第3番 (ノアゴー)
- 交響曲第4番 (ノアゴー)
- 交響曲第7番 (ノアゴー)
- 交響曲第8番 (ノアゴー)

## は行

### は
- 交響曲第1番 (ハイドン)
- 交響曲第2番 (ハイドン)
- 交響曲第3番 (ハイドン)
- 交響曲第4番 (ハイドン)
- 交響曲第5番 (ハイドン)
- 交響曲第6番 (ハイドン) 「朝」
- 交響曲第7番 (ハイドン) 「昼」
- 交響曲第8番 (ハイドン) 「晩」
- 交響曲第9番 (ハイドン)
- 交響曲第10番 (ハイドン)
- 交響曲第11番 (ハイドン)
- 交響曲第12番 (ハイドン)
- 交響曲第13番 (ハイドン)
- 交響曲第14番 (ハイドン)
- 交響曲第15番 (ハイドン)
- 交響曲第16番 (ハイドン)
- 交響曲第17番 (ハイドン)
- 交響曲第18番 (ハイドン)
- 交響曲第19番 (ハイドン)
- 交響曲第20番 (ハイドン)
- 交響曲第21番 (ハイドン)
- 交響曲第22番 (ハイドン) 「哲学者」
- 交響曲第23番 (ハイドン)
- 交響曲第24番 (ハイドン)
- 交響曲第25番 (ハイドン)
- 交響曲第26番 (ハイドン) 「ラメンタチオーネ」
- 交響曲第27番 (ハイドン) 「シビウ」
- 交響曲第28番 (ハイドン)
- 交響曲第29番 (ハイドン)
- 交響曲第30番 (ハイドン) 「アレルヤ」
- 交響曲第31番 (ハイドン) 「ホルン信号」
- 交響曲第32番 (ハイドン)
- 交響曲第33番 (ハイドン)
- 交響曲第34番 (ハイドン)
- 交響曲第35番 (ハイドン)
- 交響曲第36番 (ハイドン)
- 交響曲第37番 (ハイドン)
- 交響曲第38番 (ハイドン)
- 交響曲第39番 (ハイドン)
- 交響曲第40番 (ハイドン)
- 交響曲第41番 (ハイドン)
- 交響曲第42番 (ハイドン)
- 交響曲第43番 (ハイドン) 「マーキュリー」
- 交響曲第44番 (ハイドン) 「悲しみ」
- 交響曲第45番 (ハイドン) 「告別」
- 交響曲第46番 (ハイドン)
- 交響曲第47番 (ハイドン)
- 交響曲第48番 (ハイドン) 「マリア・テレジア」
- 交響曲第49番 (ハイドン) 「受難」
- 交響曲第50番 (ハイドン)
- 交響曲第51番 (ハイドン)
- 交響曲第52番 (ハイドン)
- 交響曲第53番 (ハイドン) 「帝国」
- 交響曲第54番 (ハイドン)
- 交響曲第55番 (ハイドン) 「校長先生」
- 交響曲第56番 (ハイドン)
- 交響曲第57番 (ハイドン)
- 交響曲第58番 (ハイドン)
- 交響曲第59番 (ハイドン) 「火事」
- 交響曲第60番 (ハイドン) 「うっかり者」
- 交響曲第61番 (ハイドン)
- 交響曲第62番 (ハイドン)
- 交響曲第63番 (ハイドン) 「ラ・ロクスラーヌ」
- 交響曲第64番 (ハイドン) 「時の移ろい」
- 交響曲第65番 (ハイドン)
- 交響曲第66番 (ハイドン)
- 交響曲第67番 (ハイドン)
- 交響曲第68番 (ハイドン)
- 交響曲第69番 (ハイドン) 「ラウドン将軍」
- 交響曲第70番 (ハイドン)
- 交響曲第71番 (ハイドン)
- 交響曲第72番 (ハイドン)
- 交響曲第73番 (ハイドン) 「狩」
- 交響曲第74番 (ハイドン)
- 交響曲第75番 (ハイドン)
- 交響曲第76番 (ハイドン)
- 交響曲第77番 (ハイドン)
- 交響曲第78番 (ハイドン)
- 交響曲第79番 (ハイドン)
- 交響曲第80番 (ハイドン)
- 交響曲第81番 (ハイドン)
- 交響曲第82番 (ハイドン) 「熊」
- 交響曲第83番 (ハイドン) 「めんどり」
- 交響曲第84番 (ハイドン)
- 交響曲第85番 (ハイドン) 「王妃」
- 交響曲第86番 (ハイドン)
- 交響曲第87番 (ハイドン)
- 交響曲第88番 (ハイドン)
- 交響曲第89番 (ハイドン)
- 交響曲第90番 (ハイドン)
- 交響曲第91番 (ハイドン)
- 交響曲第92番 (ハイドン) 「オックスフォード」
- 交響曲第93番 (ハイドン)
- 交響曲第94番 (ハイドン) 「驚愕」
- 交響曲第95番 (ハイドン)
- 交響曲第96番 (ハイドン) 「奇跡」
- 交響曲第97番 (ハイドン)
- 交響曲第98番 (ハイドン)
- 交響曲第99番 (ハイドン)
- 交響曲第100番 (ハイドン) 「軍隊」
- 交響曲第101番 (ハイドン) 「時計」
- 交響曲第102番 (ハイドン)
- 交響曲第103番 (ハイドン) 「太鼓連打」
- 交響曲第104番 (ハイドン) 「ロンドン」
- 交響曲第1番 (ミヒャエル・ハイドン)
- 交響曲第2番 (ミヒャエル・ハイドン)
- 交響曲第3番 (ミヒャエル・ハイドン)
- 交響曲第4番 (ミヒャエル・ハイドン)
- 交響曲第5番 (ミヒャエル・ハイドン)
- 交響曲第6番 (ミヒャエル・ハイドン)
- 交響曲第7番 (ミヒャエル・ハイドン)
- 交響曲第8番 (ミヒャエル・ハイドン)
- 交響曲第9番 (ミヒャエル・ハイドン)
- 交響曲第10番 (ミヒャエル・ハイドン)
- 交響曲第11番 (ミヒャエル・ハイドン)
- 交響曲第12番 (ミヒャエル・ハイドン)
- 交響曲第13番 (ミヒャエル・ハイドン)
- 交響曲第14番 (ミヒャエル・ハイドン)
- 交響曲第15番 (ミヒャエル・ハイドン)
- 交響曲第16番 (ミヒャエル・ハイドン)
- 交響曲第17番 (ミヒャエル・ハイドン)
- 交響曲第18番 (ミヒャエル・ハイドン)
- 交響曲第19番 (ミヒャエル・ハイドン)
- 交響曲第20番 (ミヒャエル・ハイドン)
- 交響曲第21番 (ミヒャエル・ハイドン)
- 交響曲第22番 (ミヒャエル・ハイドン)
- 交響曲第23番 (ミヒャエル・ハイドン)
- 交響曲第24番 (ミヒャエル・ハイドン)
- 交響曲第25番 (ミヒャエル・ハイドン) （交響曲第37番 (モーツァルト)）
- 交響曲第26番 (ミヒャエル・ハイドン)
- 交響曲第27番 (ミヒャエル・ハイドン)
- 交響曲第28番 (ミヒャエル・ハイドン)
- 交響曲第29番 (ミヒャエル・ハイドン)
- 交響曲第30番 (ミヒャエル・ハイドン)
- 交響曲第31番 (ミヒャエル・ハイドン)
- 交響曲第32番 (ミヒャエル・ハイドン)
- 交響曲第33番 (ミヒャエル・ハイドン)
- 交響曲第34番 (ミヒャエル・ハイドン)
- 交響曲第35番 (ミヒャエル・ハイドン)
- 交響曲第36番 (ミヒャエル・ハイドン)
- 交響曲第37番 (ミヒャエル・ハイドン)
- 交響曲第38番 (ミヒャエル・ハイドン)
- 交響曲第39番 (ミヒャエル・ハイドン)
- 交響曲第40番 (ミヒャエル・ハイドン)
- 交響曲第41番 (ミヒャエル・ハイドン)
- 交響曲第5番 (パヴロワ)
- 交響曲第2番 (バークリー)
- 交響曲第4番 (ハジエフ)
- 交響曲第6番 (パーシケッティ)
- 交響曲第7番 (パーシケッティ)
- 交響曲第1番 (橋本國彦)
- 交響曲第2番 (橋本國彦)
- 交響曲第4番 (バゼロン)
- 交響曲第4番 (バターワース)
- 交響曲第1番 (ハチャトゥリアン)
- 交響曲第2番 (ハチャトゥリアン) 「鐘」
- 交響曲第3番 (ハチャトゥリアン) 「シンフォニー・ポエム」
- 交響曲第1番 (バックス)
- 交響曲第2番 (バックス)
- 交響曲第3番 (バックス)
- 交響曲第4番 (バックス)
- 交響曲第5番 (バックス)
- 交響曲第6番 (バックス)
- 交響曲第7番 (バックス)
- 交響曲第20番 (J.C.F.バッハ)
- アイルランド交響曲 (ハーティ)
- 交響曲第12番 (バーディングス) 「交響的な響きの形」
- 交響曲第13番 (バーディングス)
- 交響曲第15番 (バーディングス)
- 交響曲 (パデレフスキ)
- 交響曲第1番 (バーバー)
- 交響曲第2番 (バーバー)
- 交響曲第4番 (ハメーンニエミ)
- 八月の正午に太陽は… (林光)
- 交響曲第4番 (バラカウスカス)
- 交響曲第5番 (バラカウスカス)
- 交響曲第1番 (バラキレフ)
- 交響曲第2番 (バラキレフ)
- 交響曲第4番 (バラダ)
- 交響曲第4番 (パリー)
- 交響曲第3番 (ハリス)
- 交響曲第4番 (ハリス) 「民謡交響曲」
- 交響曲第8番 (ハリス)
- 交響曲第9番 (ハリス)
- 交響曲第11番 (ハリス)
- 交響曲第1番 (ハルトマン)
- 交響曲第3番 (ハルトマン)
- 交響曲第4番 (ハルトマン)
- 交響曲第5番 (ハルトマン)
- 交響曲第6番 (ハルトマン)
- 交響曲第7番 (ハルトマン)
- 交響曲第8番 (ハルトマン)
- 交響曲第3番 (バーンズ)
- 交響曲第1番 (バーンスタイン) 「エレミヤ」
- 交響曲第2番 (バーンスタイン) 「不安の時代」
- 交響曲第3番 (バーンスタイン) 「カディッシュ」
- 交響曲第1番 (ハンソン) 「北欧風」
- 交響曲第2番 (ハンソン) 「ロマンティック」
- 交響曲第3番 (ハンソン)
- 交響曲第4番 (ハンソン) 「レクィエム」
- 交響曲第5番 (ハンソン)
- 交響曲第6番 (ハンソン)
- 交響曲第7番 (ハンソン) 「海の交響曲」
- 異教風交響曲 (バントック)
- ケルト交響曲 (バントック)
- ヘブリディーズ交響曲 (バントック)
- 交響曲第4番 (ハンメリク)

### ひ
- 交響曲第1番 (ピストン)
- 交響曲第2番 (ピストン)
- 交響曲第3番 (ピストン)
- 交響曲第4番 (ピストン)
- 交響曲第5番 (ピストン)
- 交響曲第6番 (ピストン)
- 交響曲第7番 (ピストン)
- 交響曲第8番 (ピストン)
- 交響曲 (ビゼー)
- ローマ (ビゼー)
- 交響曲 (ビーチ)
- 交響曲 (ピツェッティ)
- 交響曲第4番 (ビュットナー)
- 画家マティス (ヒンデミット)
- 交響曲変ホ調 (ヒンデミット)
- シンフォニア・セレーナ (ヒンデミット)
- 吹奏楽のための交響曲 (ヒンデミット)
- 世界の調和 (ヒンデミット)
- ピッツバーグ交響曲 (ヒンデミット)

### ふ
- 交響曲第1番 (フィビフ)
- 交響曲第2番 (フィビフ)
- 交響曲第3番 (フィビフ)
- 交響曲 (フィリップス)
- 交響曲第2番 (フェラン) 「キリストの受難」
- 交響曲第4番 (フェルステル) 「復活祭の夜」
- 交響曲 (フォーシェ)
- 交響曲第4番 (ブクト)
- 交響曲第6番 (ブティング)
- 交響曲第7番 (ブティング)
- 交響曲第8番 (ブティング)
- 交響曲ハ長調 (プフィッツナー)
- 小交響曲 (プフィッツナー)
- 交響曲第1番 (ブライアン) 「ゴシック」
- 交響曲第2番 (ブライアン)
- 交響曲第3番 (ブライアン)
- 交響曲第4番 (ブライアン)
- 交響曲第6番 (ブライアン)
- 交響曲第16番 (ブライアン)
- 交響曲第32番 (ブライアン) 「記念日に」
- 交響曲第1番 (プライス)
- 交響曲第3番 (プライス)
- 交響曲第4番 (プライス)
- 交響曲第4番 (ブラックウッド)
- 交響曲第1番 (ブラームス)
- 交響曲第2番 (ブラームス)
- 交響曲第3番 (ブラームス)
- 交響曲第4番 (ブラームス)
- 交響曲 (フランク)
- 交響曲第4番 (フランケル)
- 交響曲第4番 (プリエト)
- 色彩交響曲 (ブリス)
- 空輸交響曲 (ブリッツスタイン)
- シンプル・シンフォニー (ブリテン)
- シンフォニア・ダ・レクイエム (ブリテン) （鎮魂交響曲）
- 春の交響曲 (ブリテン)
- 交響曲第1番 (ブルク)
- 交響曲第2番 (ブルク)
- 交響曲第3番 (ブルク)
- 交響曲第4番 (ブルク)
- 交響曲第5番 (ブルク)
- 交響曲第6番 (ブルク)
- 交響曲第7番 (ブルク)
- 交響曲第4番 (ブルジョワ)
- 交響曲第6番 (ブルジョワ)
- 交響曲ヘ短調 (ブルックナー) （第00番）
- 交響曲第0番 (ブルックナー)
- 交響曲第1番 (ブルックナー)
- 交響曲第2番 (ブルックナー)
- 交響曲第3番 (ブルックナー)
- 交響曲第4番 (ブルックナー) 「ロマンティック」
- 交響曲第5番 (ブルックナー)
- 交響曲第6番 (ブルックナー)
- 交響曲第7番 (ブルックナー)
- 交響曲第8番 (ブルックナー)
- 交響曲第9番 (ブルックナー)
- 交響曲第1番 (ブルッフ)
- 交響曲第2番 (ブルッフ)
- 交響曲第3番 (ブルッフ)
- 交響曲第1番 (フルトヴェングラー)
- 交響曲第2番 (フルトヴェングラー)
- 交響曲第3番 (フルトヴェングラー)
- 交響曲第1番 (フレンニコフ)
- 交響曲第1番 (プロコフィエフ) 「古典交響曲」
- 交響曲第2番 (プロコフィエフ)
- 交響曲第3番 (プロコフィエフ)
- 交響曲第4番 (プロコフィエフ)
- 交響曲第5番 (プロコフィエフ)
- 交響曲第6番 (プロコフィエフ)
- 交響曲第7番 (プロコフィエフ) （「青春」）
- イスラエル交響曲 (ブロッホ)

### へ
- 交響曲第1番 (ペイペル)
- 交響曲第2番 (ペイペル)
- 交響曲第3番 (ペイペル)
- 交響曲第1番 (ペイン)
- 交響曲第2番 (ペイン)
- 交響曲第1番 (別宮貞雄)
- 交響曲第2番 (別宮貞雄)
- 交響曲第4番 (ペッタション)
- 交響曲第9番 (ペッタション)
- 交響曲第3番 (ペッテション＝ベリエル) 「ラップランド」
- 交響曲第1番 (ベートーヴェン)
- 交響曲第2番 (ベートーヴェン)
- 交響曲第3番 (ベートーヴェン) 「英雄」
- 交響曲第4番 (ベートーヴェン)
- 交響曲第5番 (ベートーヴェン) （「運命」）
- 交響曲第6番 (ベートーヴェン) 「田園」
- 交響曲第7番 (ベートーヴェン)
- 交響曲第8番 (ベートーヴェン)
- 交響曲第9番 (ベートーヴェン) （合唱付き）
- 交響曲第10番 (ベートーヴェン)（未完）
- キャロル交響曲 (ヘリー＝ハッチンソン)
- シンフォニア (ベリオ)
- レンダリング (ベリオ)
- 交響曲第4番 (ベル)
- 交響曲第1番 (ベルイ)
- 交響曲第2番 (ベルイ)
- 交響曲第4番 (ベルイ)
- 交響曲第10番 (ベルツ)
- 交響曲第1番 (ペルト) 「ポリフォニック」
- 交響曲第2番 (ペルト)
- 交響曲第3番 (ペルト)
- 交響曲第4番 (ペルト) 「ロサンゼルス」
- イタリアのハロルド (ベルリオーズ)
- 幻想交響曲 (ベルリオーズ)
- 葬送と勝利の大交響曲 (ベルリオーズ)
- ロメオとジュリエット (ベルリオーズ)
- 交響曲第1番 (ベルワルド)
- 交響曲第2番 (ベルワルド)
- 交響曲第3番 (ベルワルド)
- 交響曲第4番 (ベルワルド)
- 交響曲第1番 (ベンジャミン)
- 交響曲第4番 (ベンソン)
- 交響曲第1番 (ヘンツェ)
- 交響曲第3番 (ヘンツェ)
- 交響曲第4番 (ヘンツェ)
- 交響曲第5番 (ヘンツェ)
- 交響曲第6番 (ヘンツェ)
- 交響曲第7番 (ヘンツェ)
- 交響曲第8番 (ヘンツェ)
- 交響曲第9番 (ヘンツェ)
- 交響曲第10番 (ヘンツェ)
- 交響曲第1番 (ベンディクス)
- 交響曲第2番 (ベンディクス)
- 交響曲第3番 (ベンディクス)
- 交響曲第4番 (ベンディクス)
- 交響曲第1番 (ペンデレツキ)
- 交響曲第2番 (ペンデレツキ)
- 交響曲第3番 (ペンデレツキ)
- 交響曲第4番 (ペンデレツキ)
- 交響曲第5番 (ペンデレツキ)
- 交響曲第6番 (ペンデレツキ)
- 交響曲第7番 (ペンデレツキ)
- 交響曲第8番 (ペンデレツキ)
- 交響曲第9番 (ペンデレツキ)

### ほ
- 交響曲第1番 (ホヴァネス) 「追放」
- 交響曲第2番 (ホヴァネス) 「神秘の山」
- 交響曲第3番 (ホヴァネス)
- 交響曲第4番 (ホヴァネス)
- 交響曲第6番 (ホヴァネス) 「天空の門」
- 交響曲第9番 (ホヴァネス) 「聖ヴァルタン」
- 交響曲第10番 (ホヴァネス)
- 交響曲第11番 (ホヴァネス) 「すべての人はみな兄弟」
- 交響曲第15番 (ホヴァネス) 「銀の巡礼」
- 交響曲第17番 (ホヴァネス) 「金属の合奏」
- 交響曲第19番 (ホヴァネス) 「ヴィシュヌ」
- 交響曲第20番 (ホヴァネス) 「聖なる山への3つの旅」
- 交響曲第21番 (ホヴァネス) 「エチミアジン」
- 交響曲第22番 (ホヴァネス) 「光の都市」
- 交響曲第23番 (ホヴァネス) 「アニ」
- 交響曲第24番 (ホヴァネス) 「マジュヌーン」
- 交響曲第29番 (ホヴァネス)
- 交響曲第31番 (ホヴァネス)
- 交響曲第38番 (ホヴァネス)
- 交響曲第39番 (ホヴァネス)
- 交響曲第46番 (ホヴァネス) 「緑の山に」
- 交響曲第49番 (ホヴァネス) 「クリスマス交響曲」
- 交響曲第50番 (ホヴァネス) 「セント・ヘレンズ山」
- 交響曲第53番 (ホヴァネス) 「星の燭光」
- 交響曲第60番 (ホヴァネス) 「アパラチア山脈へ」
- 交響曲第63番 (ホヴァネス) 「ルーン・レイク」
- 交響曲第66番 (ホヴァネス) 「グレイシア・ピークへの讃歌」
- 交響曲第1番 (ボウトン)
- 交響曲ニ短調G506 (ボッケリーニ) 「悪魔の家」
- 交響曲ハ短調G519 (ボッケリーニ)
- 交響曲第3番 (ポート)
- 交響曲第4番 (ポート)
- 交響曲第6番 (ポート)
- 交響曲第4番 (ボドリー)
- 交響曲第1番 (ポポーフ)
- 交響曲第3番 (ポポーフ)
- 交響曲第6番 (ポポーフ)
- 交響曲第4番 (ボルコム)
- 合唱交響曲 (ホルスト)
- 交響曲第1番 (ボロディン)
- 交響曲第2番 (ボロディン)
- 交響曲第3番 (ボロディン) （未完）

## ま行

### ま
- 交響曲 (マギ)
- 交響曲第1番 (マクミラン)
- 交響曲第2番 (マクミラン)
- 交響曲第2番 (マクミラン)
- 交響曲第3番 (マクミラン) 「沈黙」
- 交響曲第4番 (マクミラン)
- 交響曲第1番 (マシューズ)
- 交響曲第3番 (マシューズ)
- 交響曲第4番 (マシューズ)
- 交響曲第5番 (マシューズ)
- 交響曲第7番 (マシューズ)
- 交響曲第2番 (マスランカ)
- 交響曲第4番 (マスランカ)
- 交響曲第6番 (マスランカ)
- 交響曲第8番 (マスランカ)
- 対決の交響曲 (マタチッチ)
- 交響曲第1番 (松村禎三)
- 交響曲第2番 (松村禎三)
- 交響曲第1番 (マデトヤ)
- 交響曲第2番 (マデトヤ)
- 交響曲第3番 (マデトヤ)
- 交響曲第1番 (マニャール)
- 交響曲第2番 (マニャール)
- 交響曲第3番 (マニャール)
- 交響曲第4番 (マニャール)
- 涅槃交響曲 (黛敏郎)
- 曼荼羅交響曲 (黛敏郎)
- 交響曲第1番 (マーラー) 「巨人」
- 交響曲第2番 (マーラー) 「復活」
- 交響曲第3番 (マーラー)
- 交響曲第4番 (マーラー)
- 交響曲第5番 (マーラー)
- 交響曲第6番 (マーラー) 「悲劇的」
- 交響曲第7番 (マーラー) 「夜の歌」
- 交響曲第8番 (マーラー) 「千人の交響曲」
- 交響曲第9番 (マーラー)
- 交響曲第10番 (マーラー) （未完）
- 大地の歌 (マーラー)
- 交響曲第3番 (マリピエロ)
- 交響曲第8番 (マリピエロ)
- 1つのテンポによる交響曲 (マリピエロ)
- 黄道帯の交響曲 (マリピエロ)
- シンフォニア・ペル・アンティジェニーダ (マリピエロ)
- 秋の交響曲 (マルクス)
- 交響曲第1番 (マルティヌー)
- 交響曲第2番 (マルティヌー)
- 交響曲第3番 (マルティヌー)
- 交響曲第4番 (マルティヌー)
- 交響曲第5番 (マルティヌー)
- 交響曲第6番 (マルティヌー) 「交響的幻想曲」
- 交響曲第4番 (マルティノン)
- 交響曲第4番 (マルティンス)
- 交響曲第2番 (マルトゥッチ)

### み
- 小交響曲 (箕作秋吉)
- 交響曲第1番 (ミャスコフスキー)
- 交響曲第2番 (ミャスコフスキー)
- 交響曲第3番 (ミャスコフスキー)
- 交響曲第4番 (ミャスコフスキー)
- 交響曲第5番 (ミャスコフスキー)
- 交響曲第6番 (ミャスコフスキー)
- 交響曲第7番 (ミャスコフスキー)
- 交響曲第8番 (ミャスコフスキー)
- 交響曲第9番 (ミャスコフスキー)
- 交響曲第10番 (ミャスコフスキー)
- 交響曲第11番 (ミャスコフスキー)
- 交響曲第12番 (ミャスコフスキー)
- 交響曲第13番 (ミャスコフスキー)
- 交響曲第14番 (ミャスコフスキー)
- 交響曲第15番 (ミャスコフスキー)
- 交響曲第16番 (ミャスコフスキー)
- 交響曲第17番 (ミャスコフスキー)
- 交響曲第18番 (ミャスコフスキー)
- 交響曲第19番 (ミャスコフスキー)
- 交響曲第20番 (ミャスコフスキー)
- 交響曲第21番 (ミャスコフスキー)
- 交響曲第22番 (ミャスコフスキー)
- 交響曲第23番 (ミャスコフスキー)
- 交響曲第24番 (ミャスコフスキー)
- 交響曲第25番 (ミャスコフスキー)
- 交響曲第26番 (ミャスコフスキー)
- 交響曲第27番 (ミャスコフスキー)
- 交響曲第1番 (ミヨー)
- 交響曲第2番 (ミヨー)
- 交響曲第3番 (ミヨー)
- 交響曲第4番 (ミヨー)
- 交響曲第5番 (ミヨー)
- 交響曲第6番 (ミヨー)
- 交響曲第7番 (ミヨー)
- 交響曲第8番 (ミヨー)
- 交響曲第9番 (ミヨー)
- 交響曲第10番 (ミヨー)
- 交響曲第11番 (ミヨー)
- 交響曲第12番 (ミヨー)
- 室内交響曲第1番 (ミヨー)
- 室内交響曲第2番 (ミヨー)
- 室内交響曲第3番 (ミヨー)
- 室内交響曲第4番 (ミヨー)
- 室内交響曲第5番 (ミヨー)
- 室内交響曲第6番 (ミヨー)

### め
- トゥーランガリラ交響曲 (メシアン)
- 交響曲第1番 (メリカント)
- 交響曲第4番 (メリロ)
- 弦楽のための交響曲 (メンデルスゾーン) （全13曲）
- 交響曲第1番 (メンデルスゾーン)
- 交響曲第2番 (メンデルスゾーン) 「讃歌」
- 交響曲第3番 (メンデルスゾーン) 「スコットランド」
- 交響曲第4番 (メンデルスゾーン) 「イタリア」
- 交響曲第5番 (メンデルスゾーン) 「宗教改革」

### も
- 交響曲 (モー)
- 交響曲第1番 (モーツァルト)
- 交響曲第2番 (モーツァルト) （偽作）
- 交響曲第3番 (モーツァルト)
- 交響曲第4番 (モーツァルト)
- 交響曲第5番 (モーツァルト)
- 交響曲第6番 (モーツァルト)
- 交響曲第7番 (モーツァルト)
- 交響曲第8番 (モーツァルト)
- 交響曲第9番 (モーツァルト)
- 交響曲第10番 (モーツァルト)
- 交響曲第11番 (モーツァルト)
- 交響曲第12番 (モーツァルト)
- 交響曲第13番 (モーツァルト)
- 交響曲第14番 (モーツァルト)
- 交響曲第15番 (モーツァルト)
- 交響曲第16番 (モーツァルト)
- 交響曲第17番 (モーツァルト)
- 交響曲第18番 (モーツァルト)
- 交響曲第19番 (モーツァルト)
- 交響曲第20番 (モーツァルト)
- 交響曲第21番 (モーツァルト)
- 交響曲第22番 (モーツァルト)
- 交響曲第23番 (モーツァルト)
- 交響曲第24番 (モーツァルト)
- 交響曲第25番 (モーツァルト)
- 交響曲第26番 (モーツァルト)
- 交響曲第27番 (モーツァルト)
- 交響曲第28番 (モーツァルト)
- 交響曲第29番 (モーツァルト)
- 交響曲第30番 (モーツァルト)
- 交響曲第31番 (モーツァルト)
- 交響曲第32番 (モーツァルト)
- 交響曲第33番 (モーツァルト)
- 交響曲第34番 (モーツァルト)
- 交響曲第35番 (モーツァルト) 「ハフナー」
- 交響曲第36番 (モーツァルト) 「リンツ」
- 交響曲第37番 (モーツァルト) （偽作：ミヒャエル・ハイドン作曲）
- 交響曲第38番 (モーツァルト) 「プラハ」
- 交響曲第39番 (モーツァルト)
- 交響曲第40番 (モーツァルト)
- 交響曲第41番 (モーツァルト) 「ジュピター」
- 交響曲K.16a (モーツァルト)
- 交響曲K.19a (モーツァルト)
- 交響曲K.45a (モーツァルト)
- 交響曲K.76 (モーツァルト)
- 交響曲K.95 (モーツァルト)
- 交響曲K.96 (モーツァルト)
- 交響曲K.97 (モーツァルト)
- 交響曲K.98 (モーツァルト)
- 狩のシンフォニア (レオポルト・モーツァルト)
- 交響曲 (モーラン)
- 交響曲第2番 (諸井三郎)
- 交響曲第3番 (諸井三郎)
- 交響曲第4番 (諸井三郎)
- こどものための小交響曲 (諸井三郎)

## や行

### や
- 交響曲 (矢代秋雄)
- 交響曲第4番 (ヤナトス)
- 勝鬨と平和 (山田耕筰)
- 鶴亀 (山田耕筰)
- 明治頌歌 (山田耕筰)

### ゆ
- 交響曲第1番 (尹伊桑)
- 交響曲第4番 (尹伊桑)

### よ
- 交響曲第1番 (吉松隆) 「カムイチカプ交響曲」
- 交響曲第2番 (吉松隆) 「地球にて」
- 交響曲第3番 (吉松隆)
- 交響曲第4番 (吉松隆)
- 交響曲第5番 (吉松隆)
- 交響曲第6番 (吉松隆)

## ら行

### ら
- 交響曲第1番 (ライタ)
- 交響曲第4番 (ライタ) 「春」
- 交響曲第7番 (ライタ) 「革命」
- 交響曲第8番 (ライタ)
- 交響曲第1番 (ラウタヴァーラ)
- 交響曲第3番 (ラウタヴァーラ)
- 交響曲第4番 (ラウタヴァーラ) 「アラベスカータ」
- 交響曲第5番 (ラウタヴァーラ)
- 交響曲第6番 (ラウタヴァーラ) 「ヴィンセンティアーナ」
- 交響曲第7番 (ラウタヴァーラ) 「光の天使」
- 交響曲第8番 (ラウタヴァーラ) 「旅」
- 交響曲第1番 (ラスムセン)
- 交響曲第1番 (ラッブラ)
- 交響曲第2番 (ラッブラ)
- 交響曲第3番 (ラッブラ)
- 交響曲第4番 (ラッブラ)
- 交響曲第5番 (ラッブラ)
- 交響曲第6番 (ラッブラ)
- 交響曲第7番 (ラッブラ)
- 交響曲第8番 (ラッブラ)
- 交響曲第9番 (ラッブラ)
- 交響曲第10番 (ラッブラ)
- 交響曲第11番 (ラッブラ)
- 交響曲第1番 (ラフ) 「祖国に寄す」
- 交響曲第2番 (ラフ)
- 交響曲第3番 (ラフ) 「森にて」
- 交響曲第5番 (ラフ) 「レノーレ」
- 交響曲第1番 (ラフマニノフ)
- 交響曲第2番 (ラフマニノフ)
- 交響曲第3番 (ラフマニノフ)
- ユース・シンフォニー (ラフマニノフ)
- 鐘 (ラフマニノフ)
- 交響曲 (ラロ)
- 交響曲第4番 (ラングストレム)
- 交響曲第4番 (ランゴー)
- 交響曲第11番 (ランゴー) 「イクシオーン」
- 交響曲第13番 (ランゴー) 「半信半疑」
- イベリア交響曲 (ランサン)
- 小交響曲 (ランサン)
- パリ交響曲 (ランサン)
- マンハッタン交響曲 (ランサン)
- 交響曲第1番 (ランドスキ)
- 交響曲第3番 (ランドスキ)

### り
- 交響曲第4番 (リーガー)
- 交響曲第1番 (リース)
- 交響曲第2番 (リース)
- 交響曲第3番 (リース)
- 交響曲第4番 (リース)
- 交響曲第5番 (リース)
- 交響曲第6番 (リース)
- 交響曲第7番 (リース)
- 交響曲第8番 (リース)
- ダンテ交響曲 (リスト)
- ファウスト交響曲 (リスト)
- 交響曲第4番 (リード)
- 交響曲第5番 (リード) 「さくら」
- メキシコの祭り (オーエン・リード)
- 交響曲第4番 (ガードナー・リード)
- 交響曲第2番 (リーバーマン)
- 交響曲第2番 (リピダル)
- 交響曲第1番 (リムスキー＝コルサコフ)
- アンタール (リムスキー＝コルサコフ) （交響曲第2番）
- 交響曲第3番 (リムスキー＝コルサコフ)
- 交響曲第3番 (リャトシンスキー)
- 交響曲第1番 (リルバーン)
- 交響曲第2番 (リルバーン)
- 交響曲第3番 (リルバーン)
- 交響曲第4番 (リルバーン)

### る
- 交響曲第1番 (ルーセル)
- 交響曲第2番 (ルーセル)
- 交響曲第3番 (ルーセル)
- 交響曲第4番 (ルーセル)
- 交響曲第4番 (ルーセンベリ)
- 交響曲第1番 (ルトスワフスキ)
- 交響曲第2番 (ルトスワフスキ)
- 交響曲第3番 (ルトスワフスキ)
- 交響曲第4番 (ルトスワフスキ)
- 交響曲第2番 (ルビンシテイン) 「大洋」
- 交響曲第4番 (ルビンシテイン) 「劇的」
- 交響曲第5番 (ルビンシテイン) 「ロシア的」
- 交響曲第1番 (ル・フレム)

### れ
- 交響曲第2番 (レイトン)
- 交響曲第4番 (レイトン)
- 弦楽のための交響曲 (レイトン)
- 交響曲第3番 (レントゲン)

### ろ
- 交響曲第4番 (ロイド)
- 交響曲第4番 (ロクシーン)
- 交響曲第5番 (ロスナー)
- 交響曲第1番 (ロックバーグ)
- 交響曲第1番 (ロット)
- 交響曲第3番 (ロパルツ)

## わ行

### わ
- 交響曲 (ワーグナー)
- 交響曲 (ジークフリート・ワーグナー)